# علف بام
علف بام یا جارو علفی بامی (نام علمی:Bromus tectorum) علفی است در اصل بومی اروپا، جنوب غربی آسیا و شمال آفریقا، ولی در دیگر نقاط جهان هم یافت می‌شود. این علف جزء گونه‌های مهاجم است.